# مقاييس الدخل والإنتاج القومي
مقاييس الدخل والإنتاج القومي هي مقاييس تستعمل في الاقتصاد لتقدير قيمة السلع والخدمات المنتجة في دولة معينة وهذه المقاييس هي الإنتاج القومي والناتج القومي والدخل القومي والانفاق القومي

## الإنتاج القومي
الإنتاج القومي هو مجموع ما انتج في الاقتصاد القومي من السلع والخدمات المادية وغير المادية في فترة معينة وهو يشمل نوعين من الإنتاج
1. إنتاج مادي: يتمثل في المنسوجات والمصنوعات وغيرها (السلع)
2. إنتاج غير مادي: مثل التعليم والرعاية الصحية والدفاع والأمن وغيرها (الخدمات)

## الناتج القومي
يقصد بالناتج القومي مجموع القيمة النقدية للسلع والخدمات التي تم صنعها أو تقديمها للمجتمع خلال سنة أو فترة زمنية معينة. والمقصود بالسلع هو الشكل النهائي لها. ومفهوم الناتج الوطني أو القومي هو مفهوم مشابه لمفهوم الناتج المحلي الإجمالي (GDP) سوى إن الناتج المحلي الإجمالي يحسب قيمة السلع والخدمات المنتجة من الموارد الموجودة محليا. بينما الناتج القومي الإجمالي (GNP) يحسب قيمة السلع والخدمات المنتجة من الموارد المملوكة محليا.
ظهر مفهوم الناتج القومي لأن مفهوم الإنتاج القومي لا يكفي لتحديد مستوى الإسهام في النشاط الإنتاجي للاقتصاد القومي.
مثال : يوجد مصنع للحديد والصلب يقوم بإنتاج الحديد الذي يستفيد منه مصنع السيارات، فلا يمكن القول ان المشروع الأول لإنتاج الحديد مقدار كذا من الصلب والمشروع الثاني لإنتاج السيارات ينتج ما قيمته كذا من السيارات، ولكن مصنع الحديد يقوم بتحويل المادة الأولية (خام الحديد) إلى سلعة نصف مصنعة ثم يقوم مصنع السيارات بتحويل السلع نصف المصنعة إلى سلع تامة الصنع (السيارات)، وتسمى هذه العملية بالاستهلاك الوسيط أو المنتجات الوسطية.
ولتلافي خطأ الازدواج المحاسبي ينبغي ان يقدر الإسهام الإنتاجي للاقتصاد القومي وفقا لما يسمى القيمة المضافة أو قيمة الإنتاج القومي.
فالناتج القومي = إجمالي الإنتاج - الاستهلاك الوسيط
الدخل القومي: هو مجموع الدخل المكتسب في بلد ما خلال فترة زمنية معينة، عادةً ما تكون سنةً واحدة.
ويوضح هذا الرقم إن كانت البلاد المعنية تنمو أم أنها تتراجع. ويستعمل الاقتصاديون أرقام الدخل القومي لمقارنة الاقتصاديات المختلفة للبلدان.
ولتحديد الدخل القومي يحسب الاقتصاديون الدخل القومي بإحدى طريقتين:
الطريقة الأولى تعتمد على ما يكتسبه الأفراد ومشاريع الأعمال، أما الطريقة الأخرى فتعتمد على حصر حجم إنتاج السلع والخدمات.
وتقود كلا الطريقتين إلى نفس الرقم الخاص بالدخل القومي لأنَّ مايكسبه الناس يساوي قيمة ما جرى إنتاجه من سلع وخدمات.
ويتضمن بيان الدخل القومي المبني على مايكتسبه الناس جملة الدخل المكتسب في بلد من البلدان في فترة معينة. ويضم هذا الدخل المكتسب الأجور والمرتبات والفائدة والأرباح والريع.
وللحصول على الدخل القومي بناءً على معيار الإنتاج، يحدد الاقتصاديون أولاً الناتج الوطني الإجمالي للبلد، حيث يمثل هذا الرقم إجمالي قيمة السلع والخدمات التي جرى إنتاجها في البلد المعني خلال فترة زمنية معينة.
ويتوصل الاقتصاديون إلى الدخل القومي بطرح استهلاك رأس المال مجموعا مع الضرائب غير المباشرة من الناتج الوطني الإجمالي. ويشمل استهلاك، هبوط القيمة رأس المال التناقص الطبيعيّ في قيمة المباني والآلات كنتيجة للاستخدام. أما ضرائب الأعمال غير المباشرة، فيدفعها مشتري السلع، ومن أنواعها ضرائب المشتريات ورسوم الإنتاج. ويساوي الفرق بين الناتج الوطني الإجمالي واستهلاك رأس المال، الناتج الوطني الصافي.
قد يتأثر الدخل القومي بكلٍّ من التضخم (تزايد الأسعار) والانكماش (تناقص الأسعار). فعلى سبيل المثال، إذا تزايد مايكسبه الناس بنسبة 10% في إحدى السنوات، فإن الرقم الخاص بالدخل القومي سيتزايد بنسبته 10%. ولكن، إذا تزايدت الأسعار بنسبته 10% أيضًا، فإنَّ الناس لن يكون باستطاعتهم شراء كميات من السلع أو الخدمات بأكثر من تلك التي حصلوا عليها في السنة السابقة. وعلى ذلك، فإنَّ الرقم الخاص بالدخل القومي أصبح أعلى بمقدار 10% بسبب التضخم، وليس بسبب النمو الاقتصاديّ.
ولعقد المقارنة بين أرقام الدخل القومي لسنتين أو أكثر، يعدِّل الاقتصاديون الدخل القومي ليأخذ في الاعتبار التضخم أو الانكماش. ويُسمَّى الرقم المعدل الدخل القومي الحقيقي.

## الإنفاق القومي
هو مجموع ما ينفق خلال فترة معينة على الاستهلاك والاستثمار في الاقتصاد القومي، فالناتج القومي يستخدم جزء منه في إشباع الحاجات.
الدخل القومى هو مجموع المبالغ والإيرادات التي تحصل عليها الدولة في خلال سنة وتكون دخل سنوى.